# Wybranciszki
Wybranciszki (lit. Vibrantiškės) – wieś na Litwie, w okręgu wileńskim, w rejonie wileńskim, w gminie Podbrzezie.
Współcześnie w skład miejscowości wchodzą także dawny zaścianek Jarzynowo i folwark Magazynek Wybranciski.

## Historia
W XIX i w początkach XX w. położone były w Rosji, w guberni wileńskiej, w powiecie wileńskim, w gminie Podbrzezie. Po I wojnie światowej pod administracją polską, w Zarządzie Cywilnym Ziem Wschodnich. W latach 1920–1922 w składzie Litwy Środkowej.
Od 11 kwietnia 1922 leżały w Polsce, w województwie wileńskim, w powiecie wileńsko-trockim, w gminie Podbrzezie. W 1931 miejscowości liczyły:
- Wybranciszki – 81 mieszkańców, zamieszkałych w 17 budynkach,
- Jarzynowo – 5 mieszkańców, zamieszkałych w 1 budynku,
- Magazynek Wybranciski – 16 mieszkańców, zamieszkałych w 1 budynku[3].

Po II wojnie światowej w granicach Związku Sowieckiego. Od 1991 na niepodległej Litwie.